# Ives Estates
Ives Estates és una concentració de població designada pel cens dels Estats Units a l'estat de Florida. Segons el cens del 2000 tenia 17.586 habitants.

## Demografia
Segons el cens del 2000, Ives Estates tenia 17.586 habitants, 6.923 habitatges, i 4.506 famílies. La densitat de població era de 2.562,3 habitants/km².
Dels 6.923 habitatges en un 32,7% hi vivien nens de menys de 18 anys, en un 40,8% hi vivien parelles casades, en un 19,2% dones solteres, i en un 34,9% no eren unitats familiars. En el 28,3% dels habitatges hi vivien persones soles el 9,1% de les quals corresponia a persones de 65 anys o més que vivien soles. El nombre mitjà de persones vivint en cada habitatge era de 2,54 i el nombre mitjà de persones que vivien en cada família era de 3,13.
Per edats la població es repartia de la següent manera: un 24,8% tenia menys de 18 anys, un 8,6% entre 18 i 24, un 33,6% entre 25 i 44, un 20,6% de 45 a 60 i un 12,4% 65 anys o més.
L'edat mediana era de 35 anys. Per cada 100 dones de 18 o més anys hi havia 79,3 homes.
La renda mediana per habitatge era de 40.717 $ i la renda mediana per família de 43.370 $. Els homes tenien una renda mediana de 29.512 $ mentre que les dones 27.544 $. La renda per capita de la població era de 19.118 $. Entorn del 7% de les famílies i el 8,6% de la població estaven per davall del llindar de pobresa.

## Poblacions més properes
El següent diagrama mostra les poblacions més properes.